# 5月31日
5月31日是5月的最后一天，也是阳历年的第151天（闰年是152天），离一年的结束还有214天。

## 大事记

### 20世紀以前
- 前1279年：拉美西斯二世接替塞提一世成為古埃及法老，也是新王國時期最後強盛的年代。
- 455年：西羅馬帝國統治者佩特羅尼烏斯·馬克西穆斯在汪達爾軍隊攻陷羅馬（英语：Sack of Rome (455)）之前逃離羅馬時，被暴民用石頭砸死。
- 1215年：蒙古帝国军队攻入金朝以前的首都中都，中都留守完顏承暉（完颜福兴）服毒自杀，为避蒙古军锋芒，1214年金宣宗将首都从中都迁到了河南汴京。
- 1223年：蒙古帝國征戰軍隊在卡利奇克河附近成功擊敗由基輔羅斯、加利西亞和欽察組成的聯軍。
- 1468年：樞機貝薩里翁宣布向威尼斯共和國捐贈746部希臘文和拉丁文古抄本，成立聖馬可圖書館。
- 1678年：英国考文垂根据戈黛娃夫人裸体骑马游行为市民争取减税的传说设立了首个纪念日。
- 1707年：拉科齊·費倫茨二世被选为独立的匈牙利國家元首。[1]
- 1795年：在法國大革命期間，國民公會為了審判政治犯而在巴黎成立的革命法庭遭到撤銷。

### 20世紀
- 1902年：英國和布爾人的代表簽署《弗里尼欣和约（英语：Treaty of Vereeniging）》，第二次布爾戰爭結束，川斯瓦共和國和奧蘭治自由邦淪為英國殖民地。
- 1910年：英國開普殖民地、納塔爾殖民地、川斯瓦殖民地等四個殖民地正式合併成為南非聯邦。
- 1916年：德意志帝国海军和英国皇家海军爆发日德兰海战，为第一次世界大战规模最大的海上作战。
- 1921年：美國州爆發大規模種族騷亂，造成最富有的非裔社區格林伍德（英语：Greenwood, Tulsa）遭焚毀。
- 1921年：中國第一辆国产汽车诞生。
- 1924年：蘇聯與北洋政府簽署協議，稱外蒙古是中華民國不可分割的一部分，蘇聯承諾尊重其主權。
- 1927年：在生产了15,007,003辆之后，最后一辆福特T型车下线。
- 1933年：中华民国国民政府与日本关东军代表签订《塘沽协定》，确定大致以长城作为两军停战的分界线。
- 1935年：現今巴基斯坦奎達發生規模7.7（矩震級）強烈地震（英语：1935 Quetta earthquake），造成40,000餘人死亡。
- 1936年：中国全国各界救国联合会在上海成立。
- 1942年：为阻止纳粹德国的猛烈突击，谢苗·铁木辛哥率苏联红军在哈尔科夫前线发动反击战，而在亞洲戰場，日本帝國海軍的袖珍潛艇在澳大利亞悉尼展開一系列襲擊 。
- 1945年：第二次世界大战：臺灣臺北市遭到盟軍大規模空襲，造成至少759人死亡，臺灣總督府建築嚴重毀損。
- 1961年：美国批准使用口服避孕药。
- 1961年：英国自治领南非联邦根据《南非宪法》退出大英国协王国，南非共和国正式成立。
- 1962年：纳粹头子同時是「最終解決方案」的主要負責者阿道夫·艾希曼被以色列处以绞刑。
- 1962年：西印度群島聯邦解散。
- 1970年：秘鲁安卡什大区發生里氏8.0級強烈地震，全國死亡人數超過75,000人。
- 1974年：香港銅鑼灣豪華戲院炸彈爆炸。
- 1974年：叙利亚和以色列签订结束第四次中东战争的协议，以色列交还了部分戈兰高地。
- 1982年：英国、阿根廷为争夺福克兰群岛（马尔维纳斯群岛）爆发海战。
- 1984年：南疆铁路全线通车。
- 1984年：中华人民共和国第六届全国人大第二次会议在北京通过并颁布了《中华人民共和国民族区域自治法》。
- 1985年：香港地鐵港島綫第一期（金鐘至柴灣段）通車。
- 1989年：时任上海市委书记的江泽民秘密抵达北京，取代赵紫阳被钦定为中共中央总书记。
- 1990年：米哈伊尔·谢尔盖耶维奇·戈尔巴乔夫訪問美国，與總統乔治·H·W·布什會談。
- 1995年：波札那加入世界贸易组织。

### 21世紀
- 2002年：韩国和日本主办的国际足总世界杯在汉城举办开幕式，为首次两国联合举办的世界杯赛事。
- 2003年：法國航空的协和式客机执行最后一次航班。
- 2005年：水门事件中提供情報的深喉揭曉真實身份，是前联邦调查局副局長马克·费尔特。
- 2012年：國際純化學和應用化學聯合會正式宣布Flerovium和Livermorium两个人工合成元素的新名称。
- 2013年：艾雷諾龍捲風襲擊俄克拉荷馬州中部，造成8人死亡、150多人受傷。
- 2019年：美國弗吉尼亞州一名公務局的長期員工在市政大樓內亂槍掃射，造成11人死亡，6人受傷。[2]
- 2021年：中华人民共和国宣布进一步放宽计划生育限制，实施三孩政策及配套支持措施，同时渐进式延迟法定退休年龄。

## 出生
- 1162年：成吉思汗，蒙古帝国大汗（1227年逝世）
- 1557年：费奥多尔一世，俄羅斯沙皇，伊凡四世之子。（1598年逝世）
- 1683年：讓-皮埃爾·克里斯汀，法國物理學家、數學家、天文學家、音樂家（1755年逝世）
- 1819年：沃尔特·惠特曼，美国诗人，代表作《草叶集》（1892年逝世）
- 1827年：弗雷德里克·奧古斯塔斯·泰思哲，英國陸軍上將，第二代切姆斯福德男爵（1905年逝世）
- 1835年：土方歲三，日本幕末新選組副長（1869年逝世）
- 1852年：朱利斯·理查德·佩特里，設計細胞培養用的培養皿（1921年逝世）[3]
- 1867年：薩克森的瑪利亞·約瑟琺，奥匈帝国大公夫人（1944年逝世）
- 1868年：維克多·卡文迪許，英國貴族、政治家，第九代德文郡公爵，第11任加拿大總督（1938年逝世）
- 1872年：查尔斯·格里利·阿博特，美國天文學家（1973年逝世）
- 1905年：阿特勒·阿桑蒂，芬蘭政治家、外交官（1992年逝世）
- 1908年：唐·阿米契，美國男演員（1993年逝世）
- 1909年：小德威特·史泰頓，美國生物化學家（1990年逝世）
- 1911年：莫里斯·阿莱，法國總體經濟學家，1988年諾貝爾經濟學獎得主（2010年逝世）
- 1912年：馬丁·史瓦西，德裔美國天文學家、物理學家（1997年逝世）
- 1914年：伊福部昭，日本作曲家、編曲家（2006年逝世）
- 1930年：克林·伊斯威特，美國男演員、電影導演、電影製片、作曲家、政治人物
- 1931年：約翰·施里弗，美國物理學家，1972年諾貝爾物理學獎得主（2019年逝世）
- 1937年：鲍勃·费里，美國NBA聯盟前職業籃球運動員（2021年逝世）
- 1938年：約翰·普雷斯科特，英國政治人物（2024年逝世）
- 1944年：薩爾曼·塔西爾，巴基斯坦政治人物（2011年逝世）
- 1945年：宁那·华纳·法斯宾德，德國導演、演員、话剧作家，新德国电影代表人物（1982年逝世）
- 1948年：約翰·博納姆，英國鼓手、作曲家（1980年逝世）
- 1948年：斯維拉娜·亞歷塞維奇，白俄羅斯記者、作家，2015年諾貝爾文學獎得主
- 1956年：榊原良子，日本女性聲優
- 1959年：尾上定正，日本航空自衛隊退役將領、智庫資深研究員及作家
- 1962年：日高範子，日本女性聲優
- 1962年：澤海陽子，日本女性聲優
- 1962年：迪娜·博魯阿特，祕魯律師、政治人物，現任祕魯總統
- 1963年：趙永馨，台灣演員
- 1963年：奧班·維克多，匈牙利政治人物，現任匈牙利總理
- 1965年：布魯克·雪德絲，美國女演員、模特兒
- 1966年：八神健，日本漫畫家
- 1967年：有吉弘行，日本演員
- 1967年：桑德琳·波奈兒，法國女演員、電影導演
- 1968年：葉茂中，中國廣告策劃人（2022年逝世）
- 1968年：波萊特·勒納特，盧森堡律師、政治人物，現任盧森堡副首相兼衛生部長
- 1973年：娜塔莎·科罗廖娃，乌克兰、俄罗斯歌手
- 1974年：有吉弘行，日本搞笑藝人
- 1976年：丁允恭，臺灣政治人物、作家，曾任中華民國總統府發言人
- 1976年：柯林·法洛，愛爾蘭男演員
- 1976年：張新悅，香港女演員、歌手
- 1978年：小林未郁，日本女性創作歌手
- 1978年：，菲律賓政治人物、律師，現任菲律賓副總統
- 1978年：艾瑞克·姆薩巴尼，赤道幾內亞男子游泳運動員
- 1980年：安迪·赫里，美國樂手，打倒男孩鼓手
- 1983年：陳妍希，臺灣女演員，代表作《那些年，我們一起追的女孩》
- 1986年：山本崇一朗，日本漫畫家
- 1987年：yanaginagi，日本女性創作歌手
- 1988年：李洙赫，韓國男演員、模特兒
- 1989年：柯秉逸，台灣撞球選手
- 1990年：譚松韻，中國女演員
- 1990年：黃俊皓，香港足球運動員
- 1990年：菲莉帕·蘇，美國演員、歌手
- 1993年：劍橋飛鳥，牙買加出生日本長大的男子田徑運動員
- 1994年：Changmo，韓國說唱歌手、製作人
- 1995年：亞歷山卓·史匹哲，墨西哥男演員、模特
- 1997年：本村碧唯，日本女子偶像團體HKT48前成員
- 1997年：鄭世雲，韓國男歌手
- 1997年：伊莉莎白·伊登哈里斯（英语：Cupcakke），美國說唱歌手和創作型歌手
- 1999年：孫聖俊，韓國男子偶像團體MCND隊長
- 2000年：朱延浩，韓國男子偶像團體VERIVERY成員
- 2001年：泰勒·布思，美國職業足球員
- 2001年：，波蘭女子網球運動員
- 2004年：布拉揚·格魯達，德國職業足球運動員
- 2005年：Zoa，韓國女子偶像團體Weeekly成員
- 2005年：崔英宰，韓國男子偶像團體TWS成員
- 生年不詳：長谷川育美，日本女性聲優

## 逝世
- 455年：佩特罗尼乌斯·马克西穆斯，羅馬皇帝[4][5]（約397年出生）
- 960年：藤原師輔，日本平安時代公卿（909年出生）
- 1321年：比爾耶爾·馬格努松，瑞典國王（1280年出生）
- 1323年：宋恭帝赵显，南宋皇帝（1271年出生）
- 1408年：足利義滿，日本室町幕府第3任征夷大將軍（1358年出生）
- 1809年：约瑟夫·海顿，奥地利音乐家（1732年出生）
- 1809年：，法國軍人、政治人物，法國元帥（1769年出生）
- 1832年：埃瓦里斯特·伽罗瓦，法国数学家（1811年出生）
- 1841年：喬治·格林，英國數學物理學家（1793年出生）
- 1912年：奧古斯特·威廉·海因里希·布萊修斯，德國鳥類學家（1845年出生）
- 1916年：法蘭西斯·哈維，英國皇家海軍陸戰隊軍官（1873年出生）
- 1962年：阿道夫·艾希曼，纳粹战犯（1906年出生）
- 1969年：熊秉坤，中华民国及中华人民共和国军事及政治人物（1884年出生）
- 1991年：安格斯·威爾遜，英國小說家、文學評論家（1916年出生）
- 1994年：姆巴伊·迪亚涅，塞內加爾軍人（1958年出生）
- 1999年：蘇北海，中國歷史學家（1915年出生）
- 2001年：李国鼎，中华民国政治家、经济学家（1910年出生）
- 2003年：陈琮英，中国政治人物（1902年出生）
- 2006年：小雷蒙德·戴维斯，美国物理学家、化学家（1914年出生）
- 2009年：米爾維娜·迪恩，英國公務員、製圖師，鐵達尼號最後一位逝去的生還者（1912年出生）
- 2010年：路易絲·布爾喬亞，法裔美國藝術家（1911年出生）
- 2010年：陳棣榮，香港前政務司司長陳方安生的丈夫（1934年出生）
- 2012年：周汝昌，中国文学家（1918年出生）
- 2012年：林俊德，中国爆炸力学与核试验工程专家（1938年出生）
- 2012年：石松，臺灣艺人（1944年出生）
- 2018年：林燕妮，香港作家（1943年出生）
- 2022年：戴夫·史密斯，美國工程師、音樂家，合成器品牌Sequential（英语：Sequential (company)）創辦人（1950年出生）
- 2023年：阿米太·愛茲安尼，以色列裔美國社會學家（1929年出生）
- 2023年：塞爾吉奧·卡爾德隆，墨西哥裔美國男演員（1945年出生）
- 2025年：斯坦利·費希爾，美國經濟學家（1943年出生）

## 節假日和習俗
- 世界无烟日
- 世界歐洲鄰國日 （页面存档备份，存于）
- 天主教會、聖公宗：聖母訪親
- 菲律賓：漁民日 （页面存档备份，存于）
- 美国：微笑日 （页面存档备份，存于）、馬卡龍日 （页面存档备份，存于）、注意炎熱日 （页面存档备份，存于）、保養聽力日 （页面存档备份，存于）、肉毒桿菌日 （页面存档备份，存于）、自動駕駛車日 （页面存档备份，存于）、網路設計師日 （页面存档备份，存于）
- ：皇家武裝部隊紀念日